# ویلبی گری
 ویلبی گری (به انگلیسی: Willoughby Gray) (زاده ۵ نوامبر ۱۹۱۶-درگذشته ۱۳ فوریهٔ ۱۹۹۳) بازیگرانگلیسی بود.
از فیلم‌های معروف او می‌توان به بازی در فیلم نمایی از یک قتل و ضربه اشاره کرد.